# Ball de la Mare de Déu

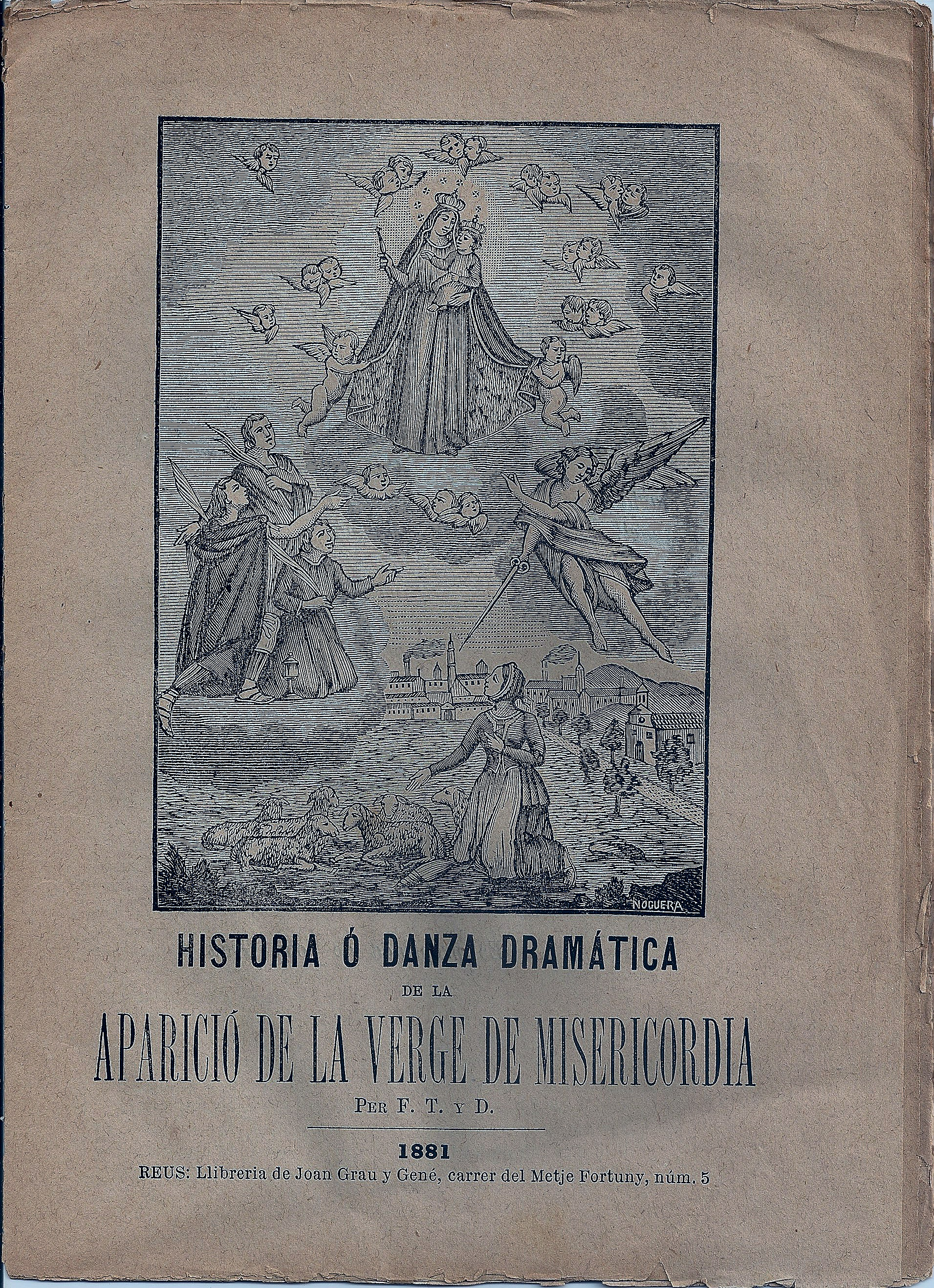
Edició del Ball de la Mare de Déu de Francesc Torné i Domingo

El Ball de la Mare de Déu o Ball de l'Aparició és un ball parlat, és a dir, una representació teatral de carrer que es fa a Reus i narra la llegenda de l'aparició de la Mare de Déu de Misericòrdia a una pastoreta el 1592. El ball es representa a la ciutat des de fa més de dos-cents anys acompanyant processons durant les solemnitats de Misericòrdia. L'última representació feta a Reus és de l'any 2004.

## Història
El primer text conegut del Ball de l'Aparició va ser escrit per Josep Rius, frare franciscà, cap al 1788. La primera representació ben documentada és la del 1792, en les festes d'acció de gràcies, a continuació d'unes pregàries perquè plogués. Francesc Torné i Domingo, el 1850 va refer el text, i el redactà de nou el 1859, tenint com a model el de Rius. Fins als nostres temps, el ball ha estat present en totes les grans festes i solemnitats de Misericòrdia. Del text de Torné se n'han fet diverses impressions.
Aquest ball ha significat, des de fa més de dos segles, la representació de la llegenda de l'aparició de la Mare de Déu de Misericòrdia, tal com es coneixia des de finals del segle xviii. Ha tingut una continuïtat més que centenària, cosa que no significa que el ball es representi cada any. Es representa el ball en funció de la importància de la festa i ha estat sempre present en les solemnitats dedicades a la Mare de Déu de Misericòrdia. S'ha de considerar també la voluntat dels reusencs de representar-la de tant en tant. Poden passar anys sense que es representi, però cada generació l'ha pogut veure més d'una vegada.
Les representacions de carrer durant el segle xix es fan a partir de l'arranjament del text de Francesc Torné i Domingo. Manuel Aragonès (Roger de Belfort) va fer, el 1950, una adaptació radiofònica del ball, amb llenguatge modernitzat, que conserva l'esquema de l'argument i hi incorpora el personatge del narrador,serveix per introduir explicacions històriques i llegendàries i situar els moviments dels personatges entre els parlaments tradicionals del ball per tal de fer més comprensible la narració. Es va estrenar el 24 de setembre de 1950, a Ràdio Reus. La versió radiofònica es va interpretar diverses vegades.
La llegenda de l'Aparició de la Mare de Déu ha donat lloc a diversos textos que l'expliquen. Per exemple, del mateix Torné tenim una Crónica general de la Virgen de Misericordia, i de Pere Gras una obra de teatre: Isabet Besora la pastoreta o Ja sia la peste de Reus de 1592.

## Argument
La història comença amb la reunió del Consell de la Vila per parlar de la pesta. La pastoreta, que ha anat a pasturar les ovelles, està trista per la malaltia i, tot resant, rep la visita de la Mare de Déu, llavors dita de Betlem i després de Misericòrdia, que li anuncia la fi de l'epidèmia si la ciutat li mostra la seua devoció. En rebre la notícia, els consellers no la creuen certa. La Mare de Déu es torna a aparèixer a la jove i li posa per senyal la rosa de Reus a la galta. Amb aquesta marca la pastoreta torna a parlar amb els consellers que ara sí que s'ho creuen. La pesta s'acaba i l'obra acaba enmig de lloances a la Mare de Déu de Misericòrdia. La mostra de devoció havia de consistir a encendre una candela que no s'havia d'apagar mai més. La candela s'encengué i la pesta va desaparèixer. Actualment, aquesta llegenda es recorda per un ciri que hi ha encès a la prioral de sant Pere en nom de totes les parròquies de Reus.

## Personatges
Els personatges del ball de la Mare de Déu són: El batlle, tres jurats, quatre consellers, el metge, la pastoreta i la Mare de Déu, l'àngel i el dimoni. La indumentària dels personatges és una idealització, sense gaire rigor històric, d'uns vestits d'època. El dimoni, quan acaba el ball, es converteix en un diable burlesc. Els versos satírics que recita al final de l'obra no tenen res a veure amb l'argument i es refereixen a persones i situacions contemporànies. Santasusagna diu que el Ball de la Mare de Déu s'acompanyava amb música de gralles.
La versió actual del text segueix l'adaptació radiofònica de Roger de Belfort, tot recuperant passatges del text antic de Torné. Una cobla de ministrers s'ocupa de la música, la tonada és tradicional, anomenada el Ball de la Mare de Déu. La coreografia és també tradicional, amb un arranjament fet per Josep Bargalló i Badia i va ser utilitzada el 1979, en la representació que es va fer per les festes del setanta-cinc aniversari de la coronació de la Mare de Déu. El 1992 es van recuperar els papers de l'àngel i el dimoni. Malgrat l'existència de diferents versions, però, el ball no ha canviat substancialment.